# Poltys noblei
Poltys noblei là một loài nhện trong họ Araneidae.
Loài này thuộc chi Poltys. Poltys noblei được miêu tả năm 2006 bởi Smith.